# Michael V. Gazzo
Michael Vincente Gazzo (* 5. April 1923 in Hillside, New Jersey; † 14. Februar 1995 in Los Angeles, Kalifornien) war ein US-amerikanischer Film- und Theaterschauspieler sowie Drehbuch- und Bühnenautor.

## Leben
Michael Gazzo wuchs mit seinem Bruder Frank und seiner Schwester Anne in New York City auf, wo er bereits früh seine Liebe für das Theater entdeckte. Doch erst nach seiner Teilnahme als Soldat im Zweiten Weltkrieg konnte er seine Schauspielausbildung bei dem aus Deutschland stammenden Theaterschauspieler Erwin Piscator komplettieren.
Gazzos Karriere begann jedoch als Bühnenautor, so auch für das Werk A Hatful of Rain, das sich bereits 1955 mit dem heute noch aktuelleren Thema des Drogenmissbrauchs beschäftigte. Das Stück sollte Gazzos Meisterwerk werden, da es im Jahr 1955 nicht weniger als 389 Aufführungen davon gab, und die Schauspieler Ben Gazzara und Anthony Franciosa 1956 für je einen Tony Award nominiert wurden. Als das Stück 1957 für einen Spielfilm adaptiert werden sollte, schrieb Gazzo auch dafür das Drehbuch. Franciosa, den Regisseur Fred Zinnemann als Darsteller gewinnen konnte, erhielt eine Oscar-Nominierung.
Auf der anderen Seite erwies sich Gazzos zweites und letztes Stück, The Night Circus, als Flop, da dieses 1958 nach nur sieben Vorstellungen wegen ausbleibenden Publikums eingestellt wurde.
Anfang der 1950er Jahre begann Gazzo als Schauspieler zu arbeiten, wenngleich seine Arbeit bis auf wenige Ausnahmen auf Gastauftritte in Fernsehserien beschränkt war. Einer seiner bekanntesten Spielfilme war der 1974 produzierte Kultfilm Der Pate – Teil II, für welchen Gazzo 1975 eine Oscar-Nominierung in der Kategorie Bester Nebendarsteller erhielt. Aufgrund seines mediterranen Äußeren wurden Gazzo vor allem südländische Charakterrollen offeriert, so auch 1978 in König der Zigeuner, einem weiteren bekannten Film, in dem Gazzo mitwirkte.
Michael V. Gazzo war verheiratet und hatte mit seiner Frau Grace drei Kinder.
Er stand noch bis kurz vor seinem Tod vor der Kamera und erlag im Februar 1995, im Alter von 71 Jahren, einem Schlaganfall.

## Filmografie (Auswahl)

### Schauspieler
- 1954: Die Faust im Nacken (On the Waterfront)
- 1964: Preston & Preston (The Defenders, Fernsehserie, 1 Folge)
- 1974: Der Pate – Teil II (The Godfather: Part II)
- 1975: Kojak – Einsatz in Manhattan (Kojak, Fernsehserie, Folge 3x01 A Question of Answers)
- 1977: Schwarzer Sonntag (Black Sunday)
- 1977: Starsky & Hutch (Starsky and Hutch, Fernsehserie, Folge 2x16 The Set-Up: Part 1)
- 1977: Barnaby Jones (Fernsehserie, Folge 5x15 A Simple Case of Terror)
- 1978: König der Zigeuner (King of the Gypsies)
- 1978: Columbo: Mord à la Carte (Murder Under Glass, Fernsehreihe, Folge 7x02)
- 1979: Ein Mann räumt auf (Love and Bullets)
- 1980: Der Horror-Alligator (Alligator)
- 1981: Magnum (Magnum, P.I., Fernsehserie, Folge 1x08 Auf den Hund gekommen)
- 1983: Dirty Harry kommt zurück (Sudden Impact)
- 1984: Fear City – Manhattan 2 Uhr nachts (Fear City)
- 1984: Auf dem Highway ist wieder die Hölle los (Cannonball Run II)
- 1989: Cookie
- 1994: L.A. Law – Staranwälte, Tricks, Prozesse (L.A. Law, Fernsehserie, Folge 8x11 McKenzie, Brackman, Barnum & Bailey)

### Drehbuchautor
- 1957: Giftiger Schnee (A Hatful of Rain)
- 1958: Mein Leben ist der Rhythmus (King Creole)

## Auszeichnungen
- 1975: Oscar-Nominierung, Bester Nebendarsteller für Der Pate – Teil II